# Khuất Phương Anh
Khuất Phương Anh (* 11. Dezember 1997) ist eine vietnamesische Leichtathletin, die im Mittelstreckenlauf an den Start geht.

## Sportliche Laufbahn
Erste internationale Erfahrungen sammelte Khuất Phương Anh im Jahr 2016, als sie bei den Juniorenasienmeisterschaften in der Ho-Chi-Minh-Stadt in 59,78 s die Silbermedaille im 400-Meter-Hürdenlauf gewann und sich auch mit der vietnamesischen 4-mal-400-Meter-Staffel in 3:44,56 min die Silbermedaille sicherte. Im Jahr darauf nahm sie erstmals an den Südostasienspielen in Kuala Lumpur teil und gewann dort in 2:09,05 min die Silbermedaille im 800-Meter-Lauf hinter ihrer Landsfrau Vũ Thị Ly. 2019 schied sie bei den Asienmeisterschaften in Doha über 800 Meter mit 2:11,08 min im Vorlauf aus und erreichte über 1500 Meter in 4:30,89 min Rang 13. Im Dezember gewann sie bei den Südostasienspielen in Capas in 2:08,24 min erneut die Silbermedaille über 800 Meter, diesmal hinter ihrer Landsfrau Bích Đinh Thị und im 1500-Meter-Lauf sicherte sie sich in 4:23,47 min die Bronzemedaille hinter ihrer Landsfrau Nguyễn Thị Oanh und Agustina Mardika Manik aus Indonesien. 2022 siegte sie dann in 2:08,74 min über 800 Meter bei den Südostasienspielen in Hanoi und gewann in 4:26,90 min die Silbermedaille über 1500 Meter hinter ihrer Landsfrau Nguyễn Thị Oanh. Nach einem positiven Dopingtest wurde sie 2023 für 18 Monate gesperrt und ihre Medaillen von den Südostasienspielen aberkannt.
In den Jahren von 2019 bis 2021 wurde Khuất vietnamesische Meisterin im 800-Meter-Lauf sowie 2019 und 2020 in der 4-mal-400-Meter-Staffel und 2021 auch in der 4-mal-800-Meter-Staffel und in der Mixed-Staffel.

## Persönliche Bestleistungen
- 800 Meter: 2:05,15 min, 17. September 2019 in der Ho-Chi-Minh-Stadt
- 1500 Meter: 4:20,65 min, 28. November 2018 in Hanoi